# Canton de Caraman
Pour les articles homonymes, voir Caraman (homonymie).
Le canton de Caraman est une ancienne division administrative française, située dans le département de la Haute-Garonne et la région Midi-Pyrénées et faisait partie de la Dixième circonscription de la Haute-Garonne depuis le redécoupage de 2010.

## Histoire
Le canton faisait partie de l'ancien arrondissement de Villefranche-de-Lauragais.

## Communes
Le canton de Caraman regroupait 19 communes et comptait 7 194 habitants (population municipale) au 1er janvier 2010.
| Nom                   | Code Insee | Intercommunalité           | Superficie (km2) | Population (dernière pop. légale) | Densité (hab./km2) |
| --------------------- | ---------- | -------------------------- | ---------------- | --------------------------------- | ------------------ |
| Caraman               | 31106      | CC des Terres du Lauragais | 30,19            | 2 395 (2014)                      | 79                 |
| Auriac-sur-Vendinelle | 31026      | CC des Terres du Lauragais | 30,71            | 1 008 (2014)                      | 33                 |
| Loubens-Lauragais     | 31304      | CC des Terres du Lauragais | 6,47             | 443 (2014)                        | 68                 |
| Le Faget              | 31179      | CC des Terres du Lauragais | 11,31            | 356 (2014)                        | 31                 |
| Maureville            | 31331      | CC des Terres du Lauragais | 9,90             | 302 (2014)                        | 31                 |
| Le Cabanial           | 31097      | CC des Terres du Lauragais | 8,47             | 444 (2014)                        | 52                 |
| Caragoudes            | 31105      | CC des Terres du Lauragais | 8,31             | 223 (2014)                        | 27                 |
| Cambiac               | 31102      | CC des Terres du Lauragais | 7,74             | 207 (2014)                        | 27                 |
| Vendine               | 31571      | CC des Terres du Lauragais | 2,87             | 278 (2014)                        | 97                 |
| Albiac                | 31006      | CC des Terres du Lauragais | 4,71             | 203 (2014)                        | 43                 |
| Francarville          | 31194      | CC des Terres du Lauragais | 7,00             | 185 (2014)                        | 26                 |
| Saussens              | 31534      | CC des Terres du Lauragais | 3,02             | 199 (2014)                        | 66                 |
| Ségreville            | 31540      | CC des Terres du Lauragais | 4,97             | 263 (2014)                        | 53                 |
| Toutens               | 31558      | CC des Terres du Lauragais | 4,86             | 316 (2014)                        | 65                 |
| Mascarville           | 31325      | CC des Terres du Lauragais | 5,27             | 167 (2014)                        | 32                 |
| Prunet                | 31441      | CC des Terres du Lauragais | 4,66             | 145 (2014)                        | 31                 |
| Beauville             | 31055      | CC des Terres du Lauragais | 6,06             | 153 (2014)                        | 25                 |
| La Salvetat-Lauragais | 31527      | CC des Terres du Lauragais | 3,66             | 138 (2014)                        | 38                 |
| Mourvilles-Basses     | 31392      | CC des Terres du Lauragais | 4,58             | 71 (2014)                         | 16                 |

## Démographie
| 1962  | 1968  | 1975  | 1982  | 1990  | 1999  | 2006  | 2011  | 2012  |
| ----- | ----- | ----- | ----- | ----- | ----- | ----- | ----- | ----- |
| 5 049 | 4 955 | 4 525 | 4 912 | 5 300 | 5 848 | 6 758 | 7 243 | 7 326 |

## Représentation

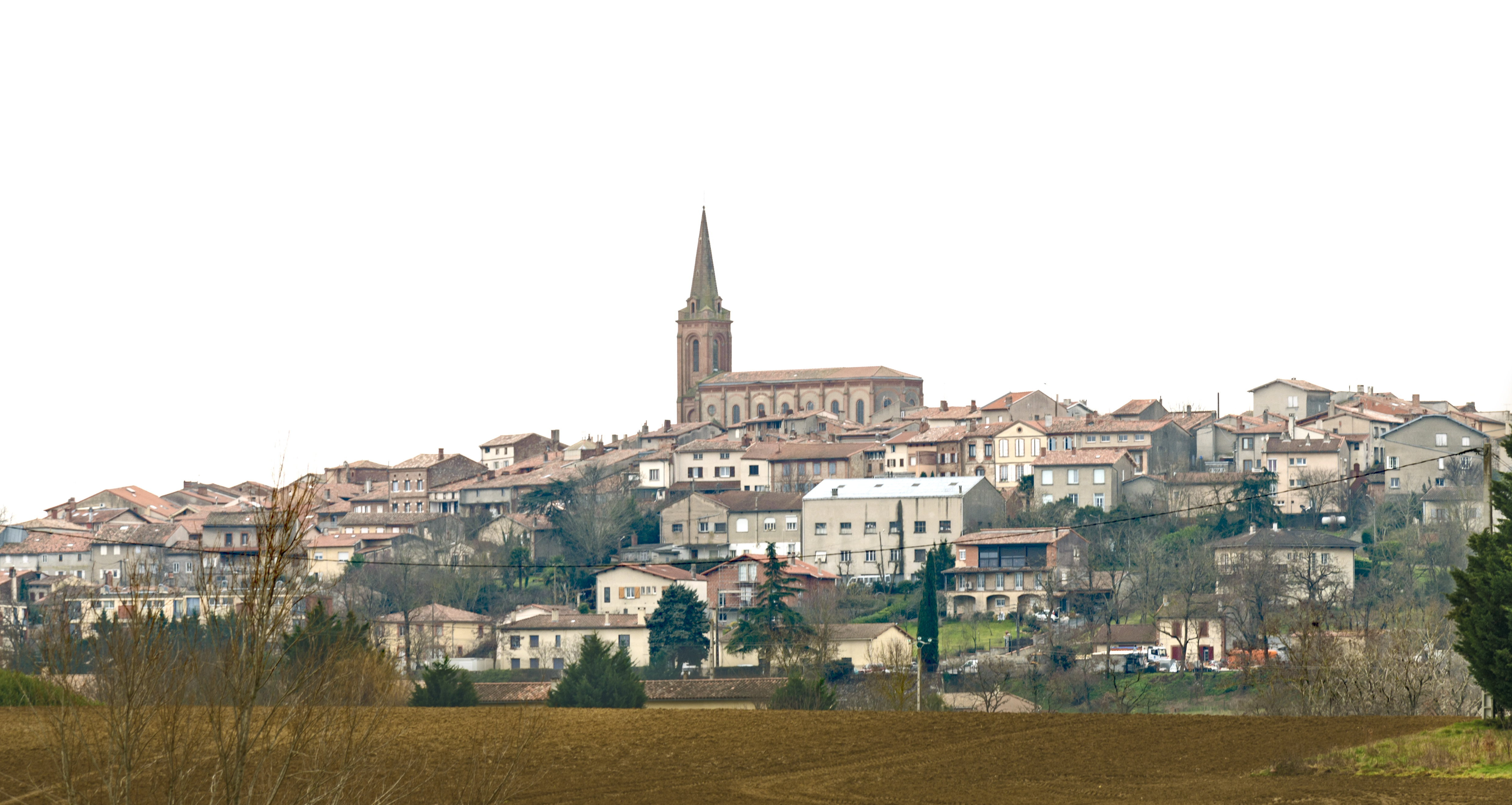
Photo de Caraman vue du Nord.

### Conseillers généraux de 1833 à 2015
| Période | Période      | Identité                                               | Étiquette                     | Qualité |
| ------- | ------------ | ------------------------------------------------------ | ----------------------------- | --- |
| 1833    | 1839         | Jean Lili Blanc                                        |                               | Maire de Caraman, percepteur en 1839 |
| 1839    | 1848         | Joseph Jean Jacques André de Laplagnolle               | Droite (Légitimiste)          | Propriétaire, maire de Lanta |
| 1848    | 1852         | Jérôme Puntous                                         |                               | Propriétaire à Toulouse |
| 1852    | 1854         | Jean Hippolyte Roche (1794-1861)                       |                               | Ancien Maréchal des logis du 3e Régiment de la Garde Docteur en médecine - Maire de Caraman, conseiller d'arrondissement                                                |
| 1854    | 1858         | Victor Jacques Mis                                     |                               | Magistrat à Montauban |
| 1858    | 1861 (décès) | Jean Hippolyte Roche                                   |                               | Docteur en médecine - Maire de Caraman |
| 1862    | 1867         | Comte Maximilien de Roquette du Buisson                | Droite (Légitimiste)          | Magistrat - Député (1849-1851) |
| 1867    | 1893 (décès) | Lucien de Persegol                                     | Droite (Orléaniste)           | Propriétaire à Caraman Chef de cabinet du Ministre des Finances |
| 1893    | 1908 (décès) | Joseph Fauré                                           | Républicain Parti républicain | Médecin - Maire de Loubens, conseiller d'arrondissement |
| 1908    | 1919         | Bertrand Dufin                                         | Républicain ministériel       | Maire d'Auriac, conseiller d'arrondissement |
| 1919    | 1933         | Jean-Aimé Reilhac                                      | Rad.                          | Maire du Faget (1908-1915, 1917-1919, 1920-1935), conseiller d'arrondissement                                                                                           |
| 1933    | 1940         | Charles Mazières                                       | Rad.                          | Médecin à Caraman |
|         |              |                                                        |                               | |
| 1943    | 1945         | François Xavier Le Pelletier de Woillemont (1890-1967) |                               | Colonel Président de la délégation spéciale de Francarville Nommé conseiller départemental en 1943                                                                      |
|         |              |                                                        |                               | |
| 1945    | 1951         | Élie Baret (1903-1995)                                 | SFIO                          | Maire d'Auriac-sur-Vendinelle |
| 1951    | 1967 (décès) | François Xavier Le Pelletier de Woillemont             | RGR                           | Colonel Maire de Caraman |
| 1967    | 1994         | Eugène Boyer                                           | SFIO puis PS                  | Vétérinaire Sénateur (1988-1989) Maire de Caraman de 1967 à 1995 |
| 1994    | 2015         | Gilbert Hébrard                                        | PS                            | Agriculteur Maire de Vendine (1977-2022) Président de la Communauté de Communes du Cœur Lauragais Vice-Président du Conseil Général Elu en 2015 dans le Canton de Revel |

### Conseillers d'arrondissement (de 1833 à 1940)
Le canton de Caraman avait deux conseillers d'arrondissement de 1871 à 1940.
Il appartenait à l'arrondissement de Villefranche-de-Lauragais jusqu'à sa disparition en 1926.
| Période                                  | Période      | Identité                              | Étiquette                       | Qualité |
| ---------------------------------------- | ------------ | ------------------------------------- | ------------------------------- | --- |
| 1833                                     | 1852         | Jean Hippolyte Anne Roche (1795-1861) |                                 | Médecin à Caraman                                                                                           |
|                                          |              |                                       |                                 | |
| 1874                                     | 1880 (décès) | Guillaume Fauré (1805-1880)           |                                 | Docteur-médecin à Loubens                                                                                   |
| 1874                                     |              | Alphonse-Auguste Delhom               | Droite                          | Propriétaire à Caraman                                                                                      |
| 1880                                     | 1886         | Prosper Trazit                        | Républicain                     | Suppléant du juge de paix, maire de Caraman Président du Conseil d'arrondissement                           |
| 1886                                     |              | M. Caural                             | Droite                          | |
|                                          |              |                                       |                                 | |
|                                          | 1893         | Joseph Fauré                          | Républicain Parti républicain   | Médecin - Maire de Loubens                                                                                  |
|                                          |              |                                       |                                 | |
|                                          | 1898         | M. Soual                              |                                 | Propriétaire à Caraman                                                                                      |
|                                          |              | M. Boyer                              |                                 | Notaire à Auriac-sur-Vendinelle                                                                             |
| 1898                                     | 1904         | Guillaume Valette                     | Conservateur                    | Agriculteur à Caraman                                                                                       |
| 1904                                     | 1919         | Germain Roger                         | Républicain ministériel Radical | Pharmacien, maire de Caraman                                                                                |
| 1904                                     | 1909         | Bertrand Dufin                        | Républicain ministériel         | Maire d'Auriac                                                                                              |
| 1909                                     | 1919         | Jean-Aimé Reilhac                     | Radical                         | Maire du Faget                                                                                              |
| 1919                                     | 1931         | Lucien-Emile Raffy                    |                                 | Commandant, maire de Cambiac                                                                                |
| 1919                                     | 1940         | Jean Laville                          | Radical                         | Maire de Caraman                                                                                            |
| 1934                                     | 1940         | M. Trentoul-Gringaud                  | Radical                         | Maire de Maureville                                                                                         |
| 1940                                     |              |                                       |                                 | Les conseils d'arrondissement ont été suspendus par la loi du 12 octobre 1940 et n'ont jamais été réactivés |
| Les données manquantes sont à compléter. |              |                                       |                                 | |